# Accountant
Een accountant is iemand die beroepsmatig jaarrekeningen controleert, jaarrekeningen opmaakt of financiële administraties voert. Voor dit beroep is een speciale opleiding nodig. In veel landen is, net als in Nederland en België, het voeren van een beroepstitel voor dit beroep wettelijk beschermd.
Beroepsorganisaties voor accountants spelen een belangrijke rol bij de opleiding tot en permanente bijscholing van accountants. Ook bevorderen zij de kwaliteit van de accountantswerkzaamheden door hier standaarden voor op te stellen. De nationale beroepsorganisaties hebben zich internationaal verenigd in de International Federation of Accountants (IFAC).

## Werkzaamheden

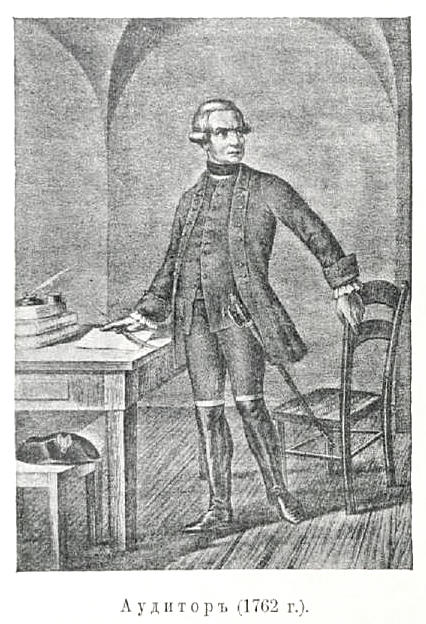
Accountant (1762).

### Controle
Doel van de accountantscontrole van een jaarrekening is het verschaffen van zekerheid over de getrouwheid ervan, zodat de ondernemingsleiding, aandeelhouders, banken, beleggers, crediteuren, subsidieverstrekkers, enz. de jaarrekening kunnen gebruiken voor hun beslissingen. Wanneer een accountant een jaarrekening controleert, legt hij/zij het oordeel vast in een controleverklaring. Zo'n verklaring is verplicht bij de jaarrekening van middelgrote en grote ondernemingen waaronder de aan de beursgenoteerde bedrijven en bij de jaarrekening van diverse overheidsorganisaties zoals gemeenten. Niet iedere accountant mag deze wettelijk verplichte controles uitvoeren, hiervoor gelden aanvullende eisen.
Naast de controleverklaring met een eindoordeel, kan de accountant allerlei bevindingen die naar voren zijn gekomen bij zijn onderzoek, rapporteren aan de leiding van de organisatie in de vorm van een accountantsverslag of een management letter.
Behalve jaarrekeningen controleert een accountant ook andere (financiële) rapportages waarin verantwoording over iets wordt afgelegd, bijvoorbeeld een milieuverslag of een subsidieafrekening.
Geregeld zal een accountant bij zijn controle gebruik maken van de expertise van anderen. Voorbeelden zijn bevindingen van een IT auditor, belastingadviseur, advocaat of actuaris. In veel gevallen, zoals bij de grote accountantskantoren, worden deze diensten intern voorzien. De accountant blijft echter eindverantwoordelijk en dient dus de adequaatheid van de werkzaamheden van door hem ingeschakelde deskundigen te beoordelen.
Het axiomatisch voorbehoud is het voorbehoud dat accountants maken bij het geven van een goedkeuring. Het houdt onder meer in dat een accountant niet altijd georganiseerd bedrog door de bedrijfsleiding kan ontdekken.

### Samenstellen
Als een accountant voor een klant een jaarrekening opmaakt, voegt hij er een samenstellingsverklaring bij. Hij heeft de jaarrekening dan niet gecontroleerd en kan dus geen zekerheid geven dat de jaarrekening juist en volledig is. Zijn deskundigheid en beroepsvoorschriften zorgen er echter voor dat het samenstellen van de jaarrekening op kwalitatief hoog niveau plaatsvindt.

### Advies
Een accountant is een gekwalificeerd adviseur op een breed terrein, onder meer management en organisatie, financiële administratie en fiscale aangelegenheden. Zijn brede financieel-economische kennis maakt een accountant tot 'huisarts' voor zijn cliënten en hij kan waar nodig doorverwijzen naar specialisten.
Als een accountant de administratie voert en/of de jaarrekening opmaakt, is deze natuurlijke adviesfunctie geen enkel probleem. Maar wanneer een accountant of accountantskantoor naast de controle van de jaarrekening ook allerlei los van de jaarrekeningcontrole staande adviesopdrachten uitvoert bij dezelfde cliënt, zou zijn onafhankelijkheid in het geding kunnen komen. Enerzijds omdat hij iets zou moeten controleren wat hij zelf of zijn collega heeft geadviseerd, en anderzijds omdat de cliënt dan zou kunnen dreigen de vaak lucratieve adviesopdrachten niet meer door hem te laten uitvoeren. Daarom is in veel landen deze dubbelrol als controleur en adviseur gesplitst.

## Soorten verklaringen
Het 'eindproduct' van de controle- en samenstellingswerkzaamheden van een accountant is zijn verklaring. De tekst van deze verklaringen is internationaal gestandaardiseerd. Er worden drie soorten verklaringen onderscheiden, gerangschikt naarmate van zekerheid die ze bieden:
- Controleverklaring. Deze verklaring biedt de hoogste mate van zekerheid en wordt alleen afgegeven na een controle van een jaarrekening of van een ander document waarin verantwoording wordt afgelegd. De inhoud van de verklaring kan zijn: goedkeurend, afkeurend, oordeelonthouding of 'deels goedkeurend wegens bepaalde beperkingen'.

- Beoordelingsverklaring. Deze verklaring biedt een beperkte mate van zekerheid en wordt gebruikt wanneer een accountant te weinig aanknopingspunten heeft om alles te kunnen controleren of wanneer de cliënt bijvoorbeeld uit kostenoverwegingen besluit dat de accountant niet alles hoeft te controleren.

- Samenstellingsverklaring. Deze verklaring biedt de minste zekerheid, maar garandeert wel dat de accountant bij het opmaken van de jaarrekening de daarbij behorende werkzaamheden heeft uitgevoerd zoals die zijn voorgeschreven door zijn beroepsorganisatie.

Behalve een verklaring kan een accountant ook een rapport van bevindingen schrijven. Hij zal dit doen als hem gevraagd wordt specifieke onderzoekswerkzaamheden uit te voeren, bijvoorbeeld een onderzoek naar de juistheid en rechtmatigheid van onkostendeclaraties.

## Accountantsberoep in diverse landen

### Nederland
In Nederland is het accountantsberoep geregeld in de Wet op het accountantsberoep, die één regeling treft voor de twee soorten accountants die Nederland kent, RA's en AA's. Op 11 december 2012 is deze wet door de Eerste Kamer aangenomen. Per 1 januari 2013 zijn NOvAA, de organisatie voor de AA's, en NIVRA, de organisatie voor de RA's, gefuseerd tot de Nederlandse Beroepsorganisatie van Accountants (NBA). Samenwerking tussen de twee organisaties was er overigens al jaren. Sinds 2015 voert de organisatie het predicaat "Koninklijk", en luidt de volledige naam Koninklijke Nederlandse Beroepsorganisatie van Accountants (Koninklijke NBA). Uit het voormalige NIVRA is ook de NOREA voortgekomen: de Nederlandse beroepsorganisatie van IT-auditors (die onafhankelijk is van de internationale beroepsorganisatie, ISACA).

#### Geschiedenis van het beroep
Sinds 1928 is het wettelijk voorgeschreven dat grote ondernemingen beschikken over een verklaring van een accountant over de getrouwheid (nauwkeurigheid en volledigheid) van hun jaarrekening. Sinds 1978 geldt dit ook voor middelgrote ondernemingen. Dit staat in artikel 393 van Boek 2 van het Burgerlijk Wetboek. Ook voor het verkrijgen van subsidie stelt de overheid vaak het overleggen van een accountantsverklaring als voorwaarde.
Rond de jaren zestig waren er wel 15 accountantsverenigingen actief die ieder hun eigen deskundigheidseisen stelden. Bovendien was het accountantsberoep niet beschermd. Iedereen kon zich accountant noemen. Voorts voerden accountants allerlei verschillende activiteiten uit, buiten de wettelijke controletaak. Om de functie van accountant te normeren werd in 1962 de Wet op de registeraccountants (WRA) ingesteld. De registeraccountant kreeg het monopolie op het afgeven van verklaringen van getrouwheid. Om de kwaliteit van registeraccountants te bevorderen en te waarborgen werd het NIVRA (Koninklijk Nederlands Instituut van Registeraccountants) opgericht. Het NIVRA kwam voort uit het in 1895 opgerichte Nederlands Instituut van Accountants, NIVA.
In 1974 werd er een wettelijk geregeld officieel diploma voor accountants-administratieconsulenten ingevoerd. De eisen voor een accountant-administratieconsulent (AA) lagen lager dan die voor een registeraccountant (RA). Sinds 1999 zijn deze eisen voor beide gelijk.Accountants-administratieconsulenten werken vaak voor het midden- en kleinbedrijf. Voor het toezicht werd de NOvAA (Nederlandse Orde van Accountants-Administratieconsulenten) aangewezen. Aansluiting bij de NOvAA werd naderhand voor AA-accountants verplicht gesteld en de regelingen voor AA-accountants en RA-accountants leken naar elkaar toe te groeien. Beide hebben nagenoeg gelijke bevoegdheden. Het verschil is, dat een RA-accountant universitair is opgeleid en dat een AA-accountant ook een hbo-opleiding kan hebben.
In het verleden bestonden veel grote accountantskantoren, waaronder de "Big Four" (Deloitte, EY, KPMG en PricewaterhouseCoopers), uit een afdeling met administratieve dienstverlening, een controletak en een adviesbureau-afdeling. Omdat dit tot strijdige belangen kon leiden (hetzelfde bedrijf dat een onderneming adviseerde over bijvoorbeeld het inrichten van logistieke processen of de aanschaf van een computersysteem, controleerde ook de boeken), zijn eind 20e eeuw vrijwel alle adviesfuncties verzelfstandigd. Sindsdien geven de accountantskantoren alleen nog advies vanuit hun eigen deskundigheid, zoals externe verslaggeving of administratieve organisatie.
Op 28 juni 2005 heeft de Tweede Kamer de Wet toezicht accountantsorganisaties (Wta) aangenomen. De Wta is per 1 oktober 2006 in werking getreden. In de Wta is het toezicht op accountants nader geregeld, waarbij - naast de eisen die aan accountants worden gesteld - ook de organisatie aan bepaalde kwaliteitsnormen dienen te voldoen.
Voor wettelijke controles hebben accountantsorganisaties voortaan een vergunning nodig. Uitgifte hiervan en het toezicht komen te liggen bij de Autoriteit Financiële Markten (AFM).
Op 23 november 2007 heeft de Commissie Eindtermen Accountantsopleiding (CEA) één set eindtermen voor de opleiding tot zowel accountant-administratieconsulent (AA) als registeraccountant (RA) vastgesteld, die voldoen aan de Europese richtlijn 2006/43/EG. Beide soorten accountants kennen echter een eigen opleidingstraject met een verschillend opleidingsniveau: hbo (AA) respectievelijk wo (RA). De nieuwe eindtermen geven duidelijkheid over de (kwaliteits)eisen die gesteld worden aan de opleiding tot wettelijk controleur. De CEA heeft met het vaststellen van deze eindtermen de overeenkomsten tussen AA en RA willen accentueren.
In april 2008 hebben NIVRA en NOvAA aangekondigd te onderzoeken op welke terreinen zij de samenwerking kunnen intensiveren. Dit heeft in november 2008 geresulteerd in het ondertekenen van een intentieverklaring om tot een volledige fusie te komen. Met ingang van 1 december 2010 is deze fusie effectief geworden en gaan het Koninklijk NIVRA en de NOvAA verder onder de naam Nederlandse Beroepsorganisatie van Accountants (NBA). Sinds 1 januari 2013 is dat de enig overgebleven accountantsorganisatie in Nederland. Sinds 2015 voert deze het predicaat "Koninklijk", en luidt de volledige naam Koninklijke Nederlandse Beroepsorganisatie van Accountants (KNBA).

#### Soorten accountants
In Nederland worden vier soorten accountants onderscheiden:
- openbaar accountant: werkt bij een accountantskantoor of als zelfstandig accountant;
- interne accountant: werkt bij een accountantsafdeling van een bedrijf of organisatie;
- overheidsaccountant: werkt bij een accountantsafdeling van de overheid of werkt als accountant (belastingcontroleur) bij de belastingdienst;
- accountant in business: werkt niet als accountant, maar heeft een andere functie bij een organisatie, zoals (financieel) directeur, controller of administrateur.

Met de wettelijke term externe accountant wordt de openbaar accountant aangeduid die de wettelijk verplichte jaarrekeningcontroles mag uitvoeren. Dit is een wat verwarrende term, omdat in het spraakgebruik alle openbare accountants wel worden aangeduid als extern om daarmee aan te geven dat ze niet in dienstbetrekking werken zoals interne accountants (en overheidsaccountants).

#### Gedrags- en beroepsregels
De fundamentele beginselen voor accountants zijn door de Koninklijke NBA vastgelegd in verordeningen. Doel van deze beginselen is te voorkomen dat de goede naam van het accountantsberoep wordt geschaad. Met de komst van de Verordening gedrags- en beroepsregels accountants (Vgba) gelden de volgende vijf fundamentele beginselen voor alle accountants (RA en AA), ongeacht of ze nog werken als accountant:
- Professionaliteit
- Integriteit
- Objectiviteit
- Vakbekwaamheid en zorgvuldigheid
- Vertrouwelijkheid

Daarnaast geldt een zesde beginsel voor de accountant die zekerheid verschaft bij financiële overzichten (assurance-opdrachten genoemd):
- Onafhankelijkheid

Voor accountants die zekerheid verschaffen bij financiële overzichten, zijn deze algemene principes nader uitgewerkt in de Verordening inzake de onafhankelijkheid (ViO). Zo mogen openbare accountants bijvoorbeeld geen zaken doen met cliënten die onwettige of discutabele activiteiten ontplooien of die er discutabele methoden van financiële verslaglegging op na houden. Ook dient de accountant te waken voor belangenverstrengeling en moet hij elke schijn dat hij niet onafhankelijk is, vermijden. Voor een intern accountant of overheidsaccountant is het noodzakelijk dat hij rechtstreeks ressorteert onder de hoogste leiding van de organisatie, waardoor de accountant ongehinderd zijn oordeel kan geven over alle onderdelen van de organisatie.

#### Opleiding
Er zijn verschillende accountantsopleidingen in Nederland. De belangrijkste zijn die tot Accountant-Administratieconsulent en tot Registeraccountant.
Om Registeraccountant te kunnen worden dient een kandidaat een theoretische opleiding te hebben voltooid aan een van de daartoe erkende Post-Master Accountancy-opleidingen. De volgende universiteiten bieden een erkende Post-Master Accountancy-opleiding aan:
- Nyenrode Business Universiteit
- Universiteit van Amsterdam
- Erasmus Universiteit Rotterdam
- Universiteit van Tilburg
- Universiteit Maastricht
- Vrije Universiteit Amsterdam
- Rijksuniversiteit Groningen
- Universiteit van Curaçao

Om Accountant-Administratieconsulent te kunnen worden, dient een kandidaat een theoretische opleiding te hebben voltooid aan een van de daartoe erkende HBO-opleidingen of aan de NBA-beroepsopleiding AA.
Daarnaast dienen alle kandidaten een driejarige praktijkstage te hebben afgerond.

### België
In België bestaat eveneens het beroep en de titel accountant.
De Wet van 22 april 1999 betreffende de boekhoudkundige en fiscale beroepen, regelt de werking van de verschillende instituten (Instituut van de Accountants en de Belastingconsulenten, Beroepsinstituut van erkende boekhouders en Fiscalisten, het interinstitutencomité en Hoge Raad voor de Economische beroepen).
De voornoemde wet beschermt de titels van "Accountant", "Belastingconsulent" en "Erkend Boekhouder" en deze titels mogen enkel gevoerd worden indien het desbetreffende instituut hiervoor toestemming heeft gegeven. De titel "fiscalist" is daarentegen niet beschermd door voornoemde wet.
De wet van 22 juli 1953 houdende oprichting van een Instituut der Bedrijfsrevisoren, gewijzigd door de Wet van 21 februari 1985 regelt de werking van het Instituut der Bedrijfsrevisoren (IBR). De titel van "Bedrijfsrevisor" is eveneens beschermd.
Een Accountant en Belastingconsulent is lid van de organisatie 'IAB' (Instituut van de Accountants en de Belastingconsulenten).
Een Bedrijfsrevisor is lid van de organisatie IBR (Instituut van de Bedrijfsrevisoren).
Een Erkend Boekhouder en Fiscalist is lid van de organisatie 'BIBF' (Beroepsinstituut van Erkende Boekhouders en Fiscalisten).
In de regel heeft een accountant een professionele bacheloropleiding of een academische master-opleiding achter de rug, al dan niet met een specifieke afstudeerrichting (bijvoorbeeld professionele bachelor bedrijfsmanagement, afstudeerrichting accountancy-fiscaliteit, master in de accountancy en het revisoraat, master TEW accountancy, master in de handelswetenschappen, afstudeerrichting accountancy-fiscaliteit).
De stageperiode van een stagiair-accountant/belastingconsulent duurt 3 jaar. Deze stagiair moet slagen voor een ingangsexamen en na elk stagejaar een bekwaamheidsexamen afleggen. Aan het einde van zijn stage moet de stagiair een scriptie inleveren en een mondeling examen afleggen voor een jury.
Leden van het BIBF zijn niet gerechtigd om de titel accountant-belastingconsulent of bedrijfsrevisor te voeren. Zij zijn ook uitgesloten van een aantal exclusieve mandaten die enkel de accountant of bedrijfsrevisor mogen begeleiden.
Een erkend Boekhouder-Fiscalist mag wel alle boekhoudkundige, administratieve en fiscale taken van zijn cliënteel afhandelen. De stage van een Boekhouder-Fiscalist aangesloten bij het BIBF duurt minstens 1 jaar (max. 3 jaar) en wordt met een eindexamen afgerond.
De functie van accountant
1. Algemeen
De werkzaamheden van accountant bestaan erin, in privéondernemingen, openbare instellingen of voor rekening van elke belanghebbende persoon of instelling, de volgende opdrachten uit te voeren:
1. Alle boekhoudstukken nazien en corrigeren;
2. Zowel privé- als gerechtelijke expertise met betrekking tot de boekhoudkundige organisatie van ondernemingen alsook de analyse met boekhoudtechnische procedés, van de positie en werking van ondernemingen vanuit het oogpunt van hun kredietwaardigheid, rentabiliteit en risico’s;
3. Boekhoudkundige en administratieve diensten bij ondernemingen organiseren en advies verstrekken inzake boekhoudkundige en administratieve organisatie bij ondernemingen;
4. De boekhouding van derden organiseren en voeren;
5. Verstrekken van advies in alle belastingaangelegenheden;
6. Bijstaan van belastingplichtigen in alle belastingaangelegenheden;
7. Vertegenwoordigen van belastingplichtigen.

Accountants die hun werkzaamheden uitvoeren in ondergeschikt verband krachtens een arbeidsovereenkomst of een door de overheid bezoldigde betrekking, kunnen de opdrachten vermeld onder 1 en 2 enkel uitvoeren zonder dat dit leidt tot een attest of een
expertiseverslag bestemd om aan derden te worden afgegeven.
2. De externe accountant
Een accountant, natuurlijk persoon, wordt op verzoek ingeschreven op de deellijst van
externe accountants, wanneer hij alle of sommige van de accountantswerkzaamheden,
op exclusieve wijze, in hoofdzaak of in bijkomende orde, uitoefent of dat voornemens
is, buiten het kader van een arbeidsovereenkomst of van een door de overheid bezoldigde
betrekking.
Een accountant, vennootschap, wordt op verzoek ingeschreven op de deellijst van externe
accountants, wanneer hij alle of sommige van de werkzaamheden bedoeld in
artikel 34 van de Wet van 22 april 1999 betreffende de boekhoudkundige en fiscale
beroepen uitoefent of dat voornemens is.
3. Werkzaamheden en opdrachten
3.1. Werkzaamheden
De externe accountant is gerechtigd in privéondernemingen, openbare instellingen of voor rekening van elke belanghebbende persoon of instelling, de volgende werkzaamheden geregeld uit te voeren of diensten aan te bieden:
1. Nazien en corrigeren van alle boekhoudstukken, ongeacht of dit leidt tot een attest of een expertiseverslag bestemd om aan derden te worden afgegeven;
2. Zowel privé- als gerechtelijke expertise met betrekking tot de boekhoudkundige organisatie van ondernemingen alsook de analyse van boekhoudtechnische procedés, van de positie en werking van ondernemingen vanuit het oogpunt van hun kredietwaardigheid, rentabiliteit en risico’s, ongeacht of dit leidt tot een attest of een expertiseverslag bestemd om aan derden te worden afgegeven;
3. Organiseren van boekhoudkundige en administratieve diensten bij ondernemingen en advies verstrekken inzake boekhoudkundige en administratieve organisatie bij ondernemingen;
4. Organiseren en voeren van de boekhouding van derden;
5. Verstrekken van advies in alle belastingaangelegenheden;
6. Bijstaan van belastingplichtigen bij het nakomen van hun fiscale verplichtingen;
7. Vertegenwoordigen van belastingplichtigen, met uitzondering van die belastingplichtigen waarvoor hij een bijzondere controleopdracht, zoals hierna beschreven, verricht;
8. Opdrachten andere dan bedoeld in 1) tot 7) waarvan de uitvoering hem bij of krachtens de wet is voorbehouden, hierna vermeld als bijzondere controleopdrachten (art. 34 en 38 Wet 22 april 1999).

3.2. Bijzondere controleopdrachten
Bij een aantal belangrijke verrichtingen van vennootschappen legt het Wetboek van vennootschappen de tussenkomst op van een boekhouddeskundige. Die staat ten behoeve van de aandeelhouders en het maatschappelijk verkeer in voor de controle ter zake.
In grote vennootschappen, waar niet voldaan is aan de criteria van artikel 15, § 1 van het Wetboek van vennootschappen op de boekhouding en de jaarrekening van de ondernemingen, wordt een controleverslag opgemaakt door de commissaris.
Bij zijn ontstentenis, dit is in kleine en middelgrote vennootschappen, kan het bestuursorgaan ofwel een externe accountant ofwel een bedrijfsrevisor aanwijzen voor het uitvoeren van de bijzondere controleopdracht. Voor specifieke verrichtingen, bijvoorbeeld naar aanleiding van een inbreng in natura en een quasi-inbreng, heeft uitsluitend de bedrijfsrevisor de controlebevoegdheid.
De externe accountant is, op grond van het Wetboek van vennootschappen, bevoegd om de volgende bijzondere controleopdrachten te verrichten:
1. Uitgifte van aandelen zonder vermelding van nominale waarde beneden de fractiewaarde van de oude aandelen (NV – art. 582);
2. Beperking of opheffing van het voorkeurrecht (NV – art. 596 en 598);
3. Vertegenwoordiging van of bijstand aan een vennoot in zijn individuele onderzoeks- en controlebevoegdheid (art. 166-167);
4. Omzetting van een CVOA in een CVBA (art. 436 § 2);
5. Omzetting van een V.O.F. of een CVOA in een vennootschap met een andere rechtsvorm (art. 777);
6. Omzetting van een Comm.V, een Comm. VA, een NV, een BVBA of een CVBA in een vennootschap met een andere rechtsvorm (art. 774-780);
7. Omzetting van een vzw in een vennootschap met sociaal oogmerk (art. 26ter Wet 27 juni 1921);
8. Fusie van vennootschappen (art. 695 en 708);
9. Splitsing van vennootschappen (art. 731) behoudens unanieme verzaking door de aandeelhouders. Niettemin is steeds een controleverslag m.b.t. de inbreng in natura vereist, hetgeen uitsluitend door een bedrijfsrevisor mag worden opgesteld);
10. Vereffening van vennootschappen (art. 181);
11. Uitkoopbod (Besloten NV – art. 513, § 1-3).

3.3. Exclusieve monopolieopdracht van de externe accountant
In vennootschappen onder firma, gewone commanditaire vennootschappen, besloten
vennootschappen met beperkte aansprakelijkheid, naamloze vennootschappen, coöperatieve
vennootschappen met beperkte en onbeperkte aansprakelijkheid en commanditaire
vennootschappen op aandelen, moet:
de controle op de financiële toestand,
de controle op de jaarrekening,
het toezicht op de regelmatigheid van de verrichtingen weer te geven in de jaarrekening,
en dit vanuit het oogpunt van het Wetboek van vennootschappen en van de statuten, worden opgedragen aan één of meer commissarissen.
Indien deze vennootschappen voor het laatst afgesloten boekjaar echter voldoen aan de criteria vermeld in artikel 15 van het Wetboek van vennootschappen, worden ze beschouwd als kleine of middelgrote ondernemingen en zijn zij niet verplicht één of meer commissarissen te benoemen.
Overeenkomstig artikel 166 van het Wetboek van vennootschappen, heeft in die gevallen, niettegenstaande enige andersluidende statutaire bepaling, iedere vennoot individueel de onderzoeks- en controlebevoegdheid van een commissaris. Hij kan zich daarbij laten vertegenwoordigen of bijstaan door een accountant.
Enkel externe accountants zijn gerechtigd deze monopolieopdracht geregeld uit te voeren.
3.4. Monopolieopdrachten die de externe accountants delen met de
bedrijfsrevisoren
Volgende monopolieopdrachten zijn voorbehouden aan zowel de externe accountants als de leden van het Instituut der Bedrijfsrevisoren om geregeld in privéondernemingen, openbare instellingen of voor rekening van elke belanghebbende persoon of instelling, te worden uitgevoerd:
1. Nazien en corrigeren van alle boekhoudstukken, indien dit leidt tot een attest of een

expertiseverslag bestemd om aan derden te worden afgegeven;
1. Zowel privé- als gerechtelijke expertise met betrekking tot de boekhoudkundige organisatie van ondernemingen, alsook de analyse volgens boekhoudtechnische procedés van de positie en werking van ondernemingen vanuit het oogpunt van hun kredietwaardigheid, rentabiliteit en risico’s, indien dit leidt tot een attest of een expertiseverslag bestemd om aan derden te worden afgegeven;
2. De opdrachten hiervoor vermeld als bijzondere controleopdrachten, met uitzondering evenwel van de opdracht van vertegenwoordiging van de vennoot in zijn individuele onderzoeks- en controlebevoegdheid.

3.5. Andere algemene opdrachten
Andere opdrachten die zowel door externe accountants, bedrijfsrevisoren als erkende boekhouders(-fiscalisten) mogen worden uitgevoerd, hebben betrekking op de werkzaamheden waarbij zij zich gewoonlijk, als zelfstandige en voor rekening van derden, bezighouden met:
1. De organisatie van boekhoudkundige diensten en de raadgeving daaromtrent;
2. Het openen, houden, centraliseren en sluiten van boekingen geschikt voor het opmaken van rekeningen;
3. Het bepalen van de resultaten en het opmaken van de jaarrekening in de door de wet bepaalde vorm;
4. Het verstrekken van advies in alle belastingaangelegenheden;
5. Het bijstaan van belastingplichtigen bij het nakomen van hun fiscale verplichtingen;
6. Het vertegenwoordigen van belastingplichtigen, mits inachtneming van de hoger besproken beperking voor externe accountants en bedrijfsrevisoren: geen fiscale vertegenwoordiging wanneer voor de belastingplichtige een bijzondere controleopdracht wordt verricht.

De stagiair-accountants en de stagiair-bedrijfsrevisoren mogen de beroepswerkzaamheden van boekhouder uitoefenen zonder ingeschreven te zijn op het tableau van de erkende boekhouders of op de lijst van de stagiair-boekhouders.
3.6. Andere specifieke opdrachten
Naast de algemene opdracht die bestaat in het verlenen van bijstand en de ondersteuning en het verstrekken van advies aan het bestuursorgaan en/of aan de ondernemer of de algemene vergadering op diverse terreinen en ter gelegenheid van diverse transacties en beslissingen, in het bijzonder voor wat de naleving van de vennootschapsrechtelijke en andere wetgeving betreft, behoren volgende specifieke opdrachten eveneens tot de werkzaamheden van de accountant:
1. Verlenen van bijstand bij het opstellen van het financieel plan;
2. Afleveren van een attest inzake schenking van aandelen of deelbewijzen ten belope van minimum 10 % van de stemrechten;
3. Bepalen van de waarde van een onderneming;
4. Verlenen van een advies over de werkelijke waarde van de aandelen, zoals vastgesteld door het bestuursorgaan in het kader van de Wet van 22 mei 2001 betreffende de werknemersparticipatie in het kapitaal en in de winst van de vennootschappen;
5. Schatting van het bedrag van de overnamevergoeding van een notariskantoor ingevolge het Koninklijk Besluit van 10 augustus 2001 betreffende de vergoeding voor de overname van een notariskantoor;
6. Verstrekken van advies op verzoek van de rechterlijke instantie in het kader van een fiscale bezwaarprocedure;
7. Opstellen van het verslag over de boekhouding en de jaarrekening van de Fondsen voor bestaanszekerheid;
8. Verifiëren en/of corrigeren van de jaarrekening;
9. Mandaat van commissaris inzake opschorting;
10. Mandaat van vereffenaar;
11. Rechter in handelszaken (art. 205 Ger. W.);
12. Toegevoegd curator (art. 27 lid 4 Faillissementswet).

### Verenigd Koninkrijk
In het Verenigd Koninkrijk bestaan verschillende beroepsorganisaties voor accountants. Om wettelijke controles te mogen uitvoeren moet een accountant Registered Auditor zijn waarvoor enkele aanvullende eisen gelden.
Britse beroepsverenigingen, lid van het Consultative Committee of Accountancy Bodies:
- Association of Chartered Certified Accountants (ACCA)
- Chartered Institute of Management Accountants (CIMA)
- Chartered Institute of Public Finance and Accountancy (CIPFA)
- Institute of Chartered Accountants in England & Wales (ICAEW)
- Institute of Chartered Accountants in Ireland (ICAI)
- Institute of Chartered Accountants in Scotland (ICAS)

### Frankrijk
In Frankrijk heet een accountant expert-comptable. Wettelijke controles mogen alleen worden uitgevoerd door een commissaire aux comptes. De controle op de "Bilan" is vooral fiscaal georiënteerd. Een Franse accountant mag niet tegelijkertijd als wettelijk controleur en als adviseur functioneren bij dezelfde klant.

### Duitsland
Ook in Duitsland is de controlerende taak hoofdzakelijk in de fiscale wetgeving vastgelegd. De benaming voor een Duitse accountant is Wirtschaftsprüfer.

### Scandinavië
Denemarken en Noorwegen kennen net als Nederland een onderscheid tussen openbare post-hbo- en post-wo-accountants. Zoals in Nederland kent men in deze landen post-initiële masteropleidingen die opleiden tot openbaar accountant. In tegenstelling tot Nederland bestaat deze post-initiële master echter niet uit een deeltijd-opleiding maar uit een studieonderbreking van de werkzaamheden: men keert terug naar de hogeschool of universiteit om daar de post-initiële master in voltijd te voltooien.
De titels van de openbare accountants in de respectievelijke landen:
- Denemarken: statsautoriseret revisor (post-wo) en registreret revisor (post-hbo)
- Noorwegen: statsautorisert revisor (post-wo) en registrert revisor (post-hbo)

In Denemarken en Noorwegen zijn de post-hbo accountants traditioneel werkzaam voor het MKB en de post-wo accountants traditioneel werkzaam voor beursgenoteerde ondernemingen en andere grotere organisaties.
De beroepsorganisatie zijn net als (voorheen) in Nederland gescheiden tussen de post-hbo en post-wo accountants.
Zweden kent een accountantsexamen waarmee men uiteindelijk kan worden ingeschreven als godkänd revisor en na een vervolgexamen als auktoriserad revisor. De beroepsorganisatie Revisorsnämnden heeft het toezicht op de examens en beheert het openbare accountantsregister. Een initiële bachelor bedrijfseconomie of een initiële master accountancy, bedrijfskunde of bedrijfseconomie en relevante werkervaring zijn vereist om toegang te verkrijgen tot de examens.
IJsland kent een accountantsexamen waarmee men uiteindelijk kan worden ingeschreven. De beroepsorganisatie Félag löggiltra endurskoðenda heeft het toezicht op de examens en beheert het openbare accountantsregister. Een initiële master accountancy, boekhouding of auditing en relevante werkervaring is vereist om toegang te verkrijgen tot de examens.

### Verenigde Staten van Amerika
In de VS bestaan openbare accountants alleen als "certified public accountant" (CPA) en soms als "public accountant" (PA). Iedere deelstaat, DC en territorium (Puerto Rico, Amerikaanse Maagdeneilanden, Guam, Noordelijke Marianen) heeft haar eigen accountantsraad en wetgeving die het beroep van CPA en PA reguleren. Daarnaast bestaat er op federaal niveau de American Institute of Certified Public Accountants (AICPA), de overkoepelende beroepsorganisatie van CPAs en PAs. Een CPA mag alleen het openbaar beroep uitoefenen in de deelstaat of het territorium waar de licentie geldig is.
Het accountantsexamen wordt door de NASBA (National Association of State Boards of Accountancy) namens de accountantsraad van iedere deelstaat en territorium (state board of accountancy) afgenomen. De eisen voor toegang tot het examen verschillen per deelstaat. Het is van belang op te merken dat de VS in tegenstelling tot Nederland geen post-initiële masteropleidingen accountancy kent. Het examen is direct toegankelijk na de initiële master (in uitzonderingsgevallen na de initiële bachelor) en bestond uit 4 delen. Het examen is in 2024 vernieuwd en kent nu drie verplichte kernvakken en een verplicht keuzevak. Deze wijziging is ingegeven door de noodzaak tot vernieuwing en specialisering om de opleiding beter aan te laten sluiten op de beroepspraktijk (keuzevakken: automatisering, controlling of automatisering) alsook het grote tekort aan accountants in de VS door de afname aan studenten accountancy/fiscaliteit en de vegrijzing (pensionering).
In vrijwel iedere deelstaat of territorium is tegenwoordig een master in accountancy of belastingrecht vereist. Deelstaten en territoria die de bachelor accepteren hebben aangeven binnen afzienbare tijd over te schakelen naar de master. Om als CPA te worden ingeschreven in de deelstaat dient men ook een ethiekexamen van de AICPA alsook aan werkervaringseisen te voldoen. Een antecedentenonderzoek maakt ook onderdeel uit van de aanvraag voor de CPA licentie. Een andere methode om aan de eis van 150 studiepunten te voldoen is het volgen van extra vakken bij ROC’s, hogescholen of universiteiten.
In het dagelijkse taalgebruik staat "accountant" in de VS meestal voor boekhouder of controller terwijl met "auditor" de accountant wordt bedoeld. In het dagelijkse taalgebruik wordt met CPA veelal de accountant of belastingadviseur bedoeld.
Naast CPAs bestaan er ook nog vele andere beroepsorganisaties en titels voor accountants en auditors in de VS, waaronder:
- Certified bank auditor (CBA) (inmiddels afgesloten voor nieuwe inschrijvingen)
- certified fraud examiner (CFE), vergelijkbaar met de Nederlandse forensische accountancy-opleidingen
- certified internal auditor (CIA), vergelijkbaar met de Nederlandse register operational auditoropleidingen
- certified management accountant (CMA), vergelijkbaar met de Nederlandse controllersopleidingen (marktleider) of chartered global management accountant (CGMA)(onbekend: de meeste gecertificeerden zijn al CPA waardoor het weinig toevoegd)

### Zuid-Afrika
In Zuid-Afrika bestaan openbare accountants als Chartered Accountant (South Africa), afgekort CA(SA), of Geoktrooieerde Rekenmeester (Suid-Afrika), afgekort GR(SA). Een CA(SA) / GR(SA) volgt normaal gesproken een vierjarige opleiding accountancy/boekhouden aan een universiteit (een 3-jarige bachelor en een 1-jarige honours). Daarna volgen 2 examens van de beroepsorganisatie (South African Institute of Chartered Accountants / Suid Afrikaanse Instituut vir Geoktrooieerde Rekenmeesters). Deze examens worden in het Engels en Afrikaans afgenomen. Ook vormt beroepservaring een voorwaarde voor toegang tot het register van openbare accountants. Er bestaat ook een onderscheid tussen gekwalificeerde openbare accountants die wel en die geen attest functie voor jaarrekeningen hebben. De openbare accountants met een openbare attest functie zijn naast CA(SA)/GR(SA) ook Registered Accountant/Geregistereerde Rekenmeester. Sinds 2010 kent Zuid-Afrika, zoals in Nederland al gebruikelijk, een samenstelverklaring voor ondernemingen die niet van publiek belang zijn. Accountantskantoren in Nederland nemen regelmatig Zuid-Afrikaanse accountants in dienst vanwege het tekort aan (assistent) accountants in Nederland. De Zuid-Afrikaanse accountants spreken vaak Afrikaans (Zuid-Afrikaans Nederlands).

## Noodzakelijke vernieuwing van het vak
Na de kredietcrisis kregen accountants kritiek omdat tijdens deze crisis bleek dat de controle van een deel van de jaarrekeningen niet afdoende was geweest, en sommige accountantskantoren de financiële risico's bij banken, verzekeraars en pensioenfondsen veel te laag hadden ingeschat. Accountants hadden de risico's van slechte hypotheekleningen en ingewikkelde bankproducten niet gesignaleerd.

### Versterking onafhankelijkheid
Voor deze missers werden twee mogelijke oorzaken aangewezen. Ten eerste zouden verschillende accountants een te nauwe relatie hebben met hun klanten, waardoor hun onafhankelijkheid, ondanks de geldende gedragscodes (zie boven) in het geding was gekomen. Ten tweede zouden de grote accountantskantoren in de branche te veel nadruk leggen op strategisch advies en consultancy, ten koste van de doorlichting van jaarrekeningen.
Inmiddels worden er pogingen ondernomen om deze gevaren te voorkomen. In 2011 overwoog de Europese commissie om de kantoren die naast hun accountingactiviteiten een adviespraktijk voeren, verplicht op te splitsen. Daarnaast wordt overwogen om multinationals te verplichten om om de negen jaar van accountant te wisselen.

### Verkleining verwachtingskloof
Naast de onafhankelijkheid ligt ook de professioneel-kritische instelling van accountants onder vuur. Het maatschappelijk verkeer verwacht niet dat een onderneming failliet gaat, terwijl een accountant de jaarrekening heeft 'goedgekeurd'. De discussies hierover leveren wereldwijd uitgebreidere teksten van controleverklaringen op. Maar het beter omschrijven van wat de accountant wel en vooral ook niet doet, maakt de verwachtingskloof niet altijd kleiner. Want de grenzen van verslaggeving zullen steeds door de klanten van de accountant worden opgezocht. De vraag die daarbij naar voren komt is of de accountant dit dan moet beoordelen op basis van wat volgens de letter van de wet niet expliciet verboden is, of op basis van wat als maatschappelijk gewenst gedrag van ondernemingen wordt beschouwd.

## Ist en soll
De Duitse woorden ist (is) en soll (behoort) worden ook in Nederlandse teksten gebruikt in de context van onder meer accountancy. Ze worden ook wel in hoofdletters geschreven: IST en SOLL. De soll is dan de hoogte van een bepaalde grootheid op basis van gegevens uit het verleden of op basis van standaard ratio's. Denk daarbij aan een bruto winstmarge, de hoogte van de voorraad of de betaaltermijn van debiteuren. De ist is dan de werkelijk waargenomen waarde hiervan. Is er verschil tussen beide dan zal dat  verklaard moeten worden en aannemelijk gemaakt. Is het verschil niet verklaarbaar dan is er reden voor nader onderzoek en zijn er mogelijk fouten gemaakt, of is er in het ergste geval sprake van fraude.
Vaak zal de interne controller erop toezien dat dit al in een vroege fase wordt onderzocht. Het is voor een organisatie niet prettig om hier pas bij de controle door een accountant mee te worden geconfronteerd.